# Henry Bruce (1. baron Aberdare)
Henry Austin Bruce, 1. baron Aberdare GCB (ur. 16 kwietnia 1815 w Duffryn w Walii, zm. 25 lutego 1895 w Londynie) – brytyjski arystokrata i polityk, syn posiadacza ziemskiego Johna Bruce-Pryce'a i Sary Austin, córki Hugh Austina.

## Wczesne lata życia
W wieku 6 lat Henry wraz z rodzicami przeprowadził się do St. Omer, gdzie mieszkał do 12 roku życia, kiedy to powrócił do Walii i rozpoczął naukę w szkole w Swansea. Tam stał się miłośnikiem łacińskiej poezji. Ta pasja pozostała mu na całe życie. Po ukończeniu szkoły odrzucił propozycję nauki w Oksfordzie i w Cambridge. Przyjął propozycję swego stryja, Johna Lewisa Knighta Bruce’a (późniejszego lorda sprawiedliwości) i rozpoczął praktykę adwokacką w Lincoln’s Inn w 1837 r. W tym samym roku jego ojciec stał się wyłącznym właścicielem rozległych dóbr ziemskich Duffryn, po śmierci swojej kuzynki. Po sześciu latach praktyki, Henry opuścił Lincoln’s Inn w 1843 r. i dwa następne lata spędził podróżując w celach zdrowotnych po Włoszech i Sycylii. W latach 1847–1852 był magistrem w Merthyr Tydfil. Zrezygnował z tego stanowiska, kiedy wygrał wybory do Izby Gmin w okręgu Merthyr Tydfil, startując jako kandydat liberałów. W 1855 r. wszedł w skład zarządu Dowlais Iron Company.

## Początki kariery politycznej

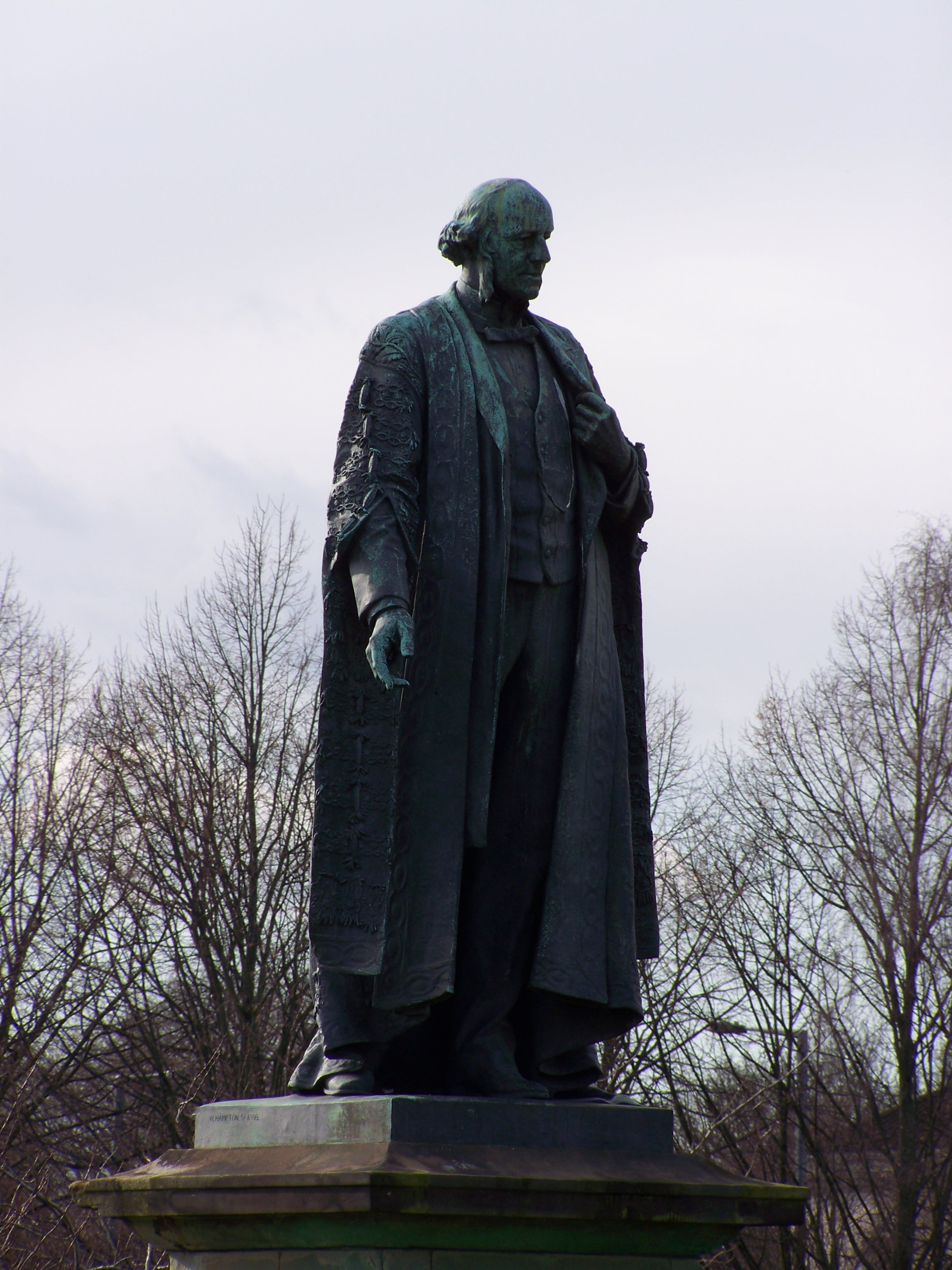
Pomnik Henry'ego Austina Bruce'a, obok Uniwersytetu w Cardiff

Po 10-letnim pobycie w Izbie Gmin, Bruce otrzymał swoje pierwsze stanowisko rządowe – w listopadzie 1862 r. został podsekretarzem stanu w Ministerstwie Spraw Wewnętrznych. Pozostawał na tym stanowisku do kwietnia 1864 r. Jego przełożonym był George Grey. Wejście w świat wielkiej polityki pod protekcją tego rozważnego i doświadczonego polityka było bezcenne dla Bruce’a. W kwietniu 1864 r. został wiceprzewodniczącym Komitetu Edukacji oraz wszedł w skład Tajnej Rady. W tym samym roku został charytatywnym komisarzem Anglii i Walii. Na tym stanowisku utrzymał się do upadku rządu lorda Russella w 1866 r. Od końca 1865 r. był również wicekomisarzem gruntów kościelnych. Na tych stanowiskach zdobywał doświadczenie polityczne. W 1866 r. wystosował list do Towarzystwa Nauk Społecznych na temat narodowej edukacji, zaś w 1867 r. wygłosił mowę na ten sam temat podczas debaty nad Ustawą o Ubogich. Równolegle zasiadał od 1862 r. w komisji zajmującej się stanem kopalń.

## Na stanowiskach ministerialnych
Wybory powszechne w listopadzie 1868 r. doprowadziły do tego, że Bruce utracił miejsce w swoim dotychczasowym okręgu. Jego rozbrat z Izbą Gmin nie trwał jednak długo i już 25 stycznia 1869 r. wygrał wybory uzupełniające w okręgu Renfrewshire. Czasowa utrata miejsca w Parlamencie nie przeszkodziła mu przyjąć propozycji premiera Gladstone’a, dotyczącej objęcia przez Bruce’a stanowiska ministra spraw wewnętrznych. Urzędowanie Bruce’a było zdominowane przez reformowanie zasad przyznawania koncesji na alkohol. Bruce starał się aby zadowolić proponowaną ustawą zarówno radykalnych przeciwników alkoholu, jak również właścicieli browarni i gorzelni. W 1871 r. doprowadził do ograniczenia liczby domów publicznych, a te które pozostały poddał ściślejszej kontroli. Te działania nie jednały mu sympatii szerszych kręgów społeczeństwa i przez Anglię co i rusz przetaczały się protesty przeciwko przygotowywanej Ustawie o Koncesji. Te protesty na nic się zdały, w 1872 Izba Gmin zatwierdziła projekt ustawy, dającej regionalnym organom władzy prawo ograniczania sprzedaży alkoholu oraz regulowanie godzin otwarcia domów publicznych. Jednak nawet prowadzenie ustawy w życie nie zakończyło protestów jej przeciwników. Doprowadziło to w końcu do przejścia niezadowolonych do grona zwolenników Partii Konserwatywnej. Konserwatyści po wygranych wyborach 1874 r. nie zdecydowali się zmienić ustawy, wprowadzając tylko kosmetyczne poprawki.
W kwestii ograniczenia wpływów kościoła w Anglii i Walii, Bruce należał do tych polityków Partii Liberalnej, którzy uważali, że umieszczanie tej kwestii na liście najważniejszych zadań rządu jest złym pomysłem, i że rządowi nie uda się tego przeprowadzić, mimo poparcia całej Partii Liberalnej. Bruce, dzięki częstemu przebywaniu w Walii, zdawał sobie sprawę z istnienia wpływowych grup ludności, które będą działać przeciwko projektom liberałów. Bruce był tolerancyjny w kwestiach religijnych, ale zaliczał się do gorliwych wyznawców anglikanizmu. Tymczasem, latem 1873 r., utracił on stanowisko ministra spraw wewnętrznych, na które premier Gladstone przesunął niepopularnego kanclerza skarbu, Roberta Lowe’a. Bruce otrzymał wówczas trzy alternatywy: mógł zostać lordem namiestnikiem Irlandii, wicekrólem Kanady i Lordem Przewodniczącym Rady. Bruce wybrał to ostatnie stanowisko. Natychmiast (22 sierpnia) został podniesiony do godności barona Aberdare. Swojego nowego urzędu nie sprawował długo. Już w 1874 r., po wyborczej przegranej liberałów i dymisji rządu Gladstone’a, lord Aberdare przestał być Lordem Przewodniczącym Rady. Jego czynny udział w krajowej polityce dobiegł końca.

## Dalsze lata
Od tamtej pory lord Aberdare okazywał zainteresowanie głównie sprawami edukacji, ekonomii i spraw socjalnych. 20 stycznia 1876 r. został członkiem Towarzystwa Królewskiego. W latach 1878–1881 był przewodniczącym Królewskiego Towarzystwa Historycznego. W 1881 r. został przewodniczącym Królewskiego Towarzystwa Geograficznego. W 1882 r. został przewodniczącym Narodowej Kompanii Afrykańskiej, polityczno-handlowej organizacji utworzonej przez sir George’a Taubmana Goldiego w celu rozwoju handlu, wprowadzania cywilizacji oraz eksploracji Afryki Zachodniej. W 1886 r. doszło to konfliktu Kompanii z dwiema kompaniami francuskimi, co zaowocowało decyzją brytyjskiego rządu nadania Kompanii licencji rządowej pod nazwą Królewskiej Kompanii Nigru. Tej organizacji Aberdare przewodniczył aż do swojej śmierci. Jego zarządzanie kompanią zostało docenione w 1899 r., kiedy zarząd nad nią przejął brytyjski rząd. Ówczesny premier, lord Salisbury, pochwalił działania Aberdare'a na tym stanowisku.
Lord działał również na rzecz poprawy stanu edukacji w rodzinnej Walii. Był członkiem wielu regionalnych komitetów utworzonych w celu poprawiania działań walijskich wyższych uczelni oraz utworzenia nowych. Działania tych komisji zaowocowały Ustawą o Walijskim Szkolnictwie Wyższym z 1889 r. Lord Aberdare został przewodniczący University College w Cardiff po jego ufundowaniu w 1883 r. W 1894 r. został dowódcą walijskiej legii akademickiej. 25 stycznia 1895 r. został jednogłośnie wybrany na przewodniczącego Walijskiego Towarzystwa Narodowego.
Aberdare został odznaczony Krzyżem Wielkim Orderu Łaźni 7 czerwca 1885 r. Utrzymywał przyjazne stosunki z Williamem Gladstonem. W 1893 r. przyjął jego propozycję objęcia urzędu przewodniczącego komisji ds. ubogich. Na tym stanowisku lord Aberdare pozostawał aż do swojej śmierci, która nastąpiła z powodu grypy 25 lutego 1895 r. w londyńskim domu barona na Prince's Garden 39. Lord został pochowany w Mountain Ash w południowej Walii.

## Rodzina
Lord Aberdare był dwukrotnie żonaty. Po raz pierwszy ożenił się 6 stycznia 1846 r. z Annabellą Beadon (zm. 28 lipca 1852), córkę Richarda Beadona i Annabelli A’Court, córki pułkownika Williama Ashe-A’Courta, 1. baroneta. Henry i Annabella mieli razem syna i trzy córki:
- Margaret Cecilia Bruce (ok. 1847 – 10 kwietnia 1878), żona Douglasa Richmonda, nie miała dzieci
- Rachel Mary Bruce (1848 – 24 czerwca 1927), żona Augustusa Vernon-Harcourta, miała dzieci
- Jessie Frances Bruce (1850 – 22 czerwca 1940), żona Johna Wynne-Jonesa, nie miała dzieci
- Henry Campbell Bruce (19 czerwca 1851 – 20 lutego 1929), 2. baron Aberdare

Po raz drugi ożenił się 17 sierpnia 1854 z Norą Creiną Blanche Napier (ok. 1827 – 27 kwietnia 1897), córką generała-porucznika Williama Francisa Patricka Napiera i Caroline Fox, córki generała Henry’ego Foxa. Henry i Norah mieli razem dwóch synów i siedem córek:
- Caroline Louisa Bruce (1855 – 3 lutego 1915)
- Sarah Napier Bruce (1856 – 21 grudnia 1931), żona Montague Muir-Mackenziego, miała dzieci
- William Napier Bruce (15 stycznia 1858 – 20 marca 1936), kawaler Krzyża Towarzyskiego Orderu Łaźni, drugi sekretarz Rady Edukacji, prokanclerz Uniwersytetu Walijskiego, ożenił się z Emily MacMurdo, miał dzieci
- Norah Creina Blanche Bruce (ok. 1859 – 26 maja 1886), żona Henry’ego Whately'ego, nie miała dzieci
- Isabel Ellen Bruce (1860 – 13 lutego 1934), żona Championa Russella, miała dzieci
- Elizabeth Fox Bruce (1861 – 14 stycznia 1935), żona Percy’ego Mathesona, nie miała dzieci
- Pamela Georgiana Bruce (1862 – 30 października 1931)
- Charles Granville Bruce (7 kwietnia 1866 – 12 lipca 1939), wojskowy
- Alice Moore Bruce (1867 – 4 listopada 1951)

## Aberdare prywatnie
Aktywny i atletycznie zbudowany, lord Aberdare uwielbiał uprawiać sport. Kiedy przebywał na wsi, jego ulubioną rozrywką było bieganie po wzgórzach. Dobrze przygotowany do bycia właścicielem wielkiej kompanii węglowej potrafił nawiązać świetne relacje pracownikami. Był aktywnym członkiem wielu klubów i stowarzyszeń. Był jednym z pierwszych członków Cosmopolitan Club. Był jednym z 12 ludzi, którzy założyli Breakfast Club wiosną 1866 r. i uczestniczył w spotkaniu tego klub zaledwie 9 dni przed swoją śmiercią. Był również wieloletnim członkiem Athenæum i został wybrany na przewodniczącego Grillions w 1868 r.
Próbował również swoich sił w literaturze. Jego dziełem była m.in. biografia swojego teścia, sir Williama Napiera, wydana w 1864 r. W 1894 r. opatrzył przedmową książkę swojego przyjaciela Austena Henry’ego Layarda zatytułowaną Early Adventures Persia, Susiana and Babylonia.